# 阿爾托納 (印第安納州)
阿爾托納（英語：Altona）是一個位於美國印第安納州迪卡爾布縣的城鎮。

## 地理
阿爾托納的座標為41°21′03″N 85°09′10″W / 41.35083°N 85.15278°W，而該地的平均海拔高度為274米（即899英尺）。

## 人口
根據2010年美國人口普查的數據，阿爾托納的面積為0.53平方千米，當中陸地面積為0.53平方千米，而水域面積為0.00平方千米。當地共有人口197人，而人口密度為每平方千米372人。